# Ammonitico Rosso

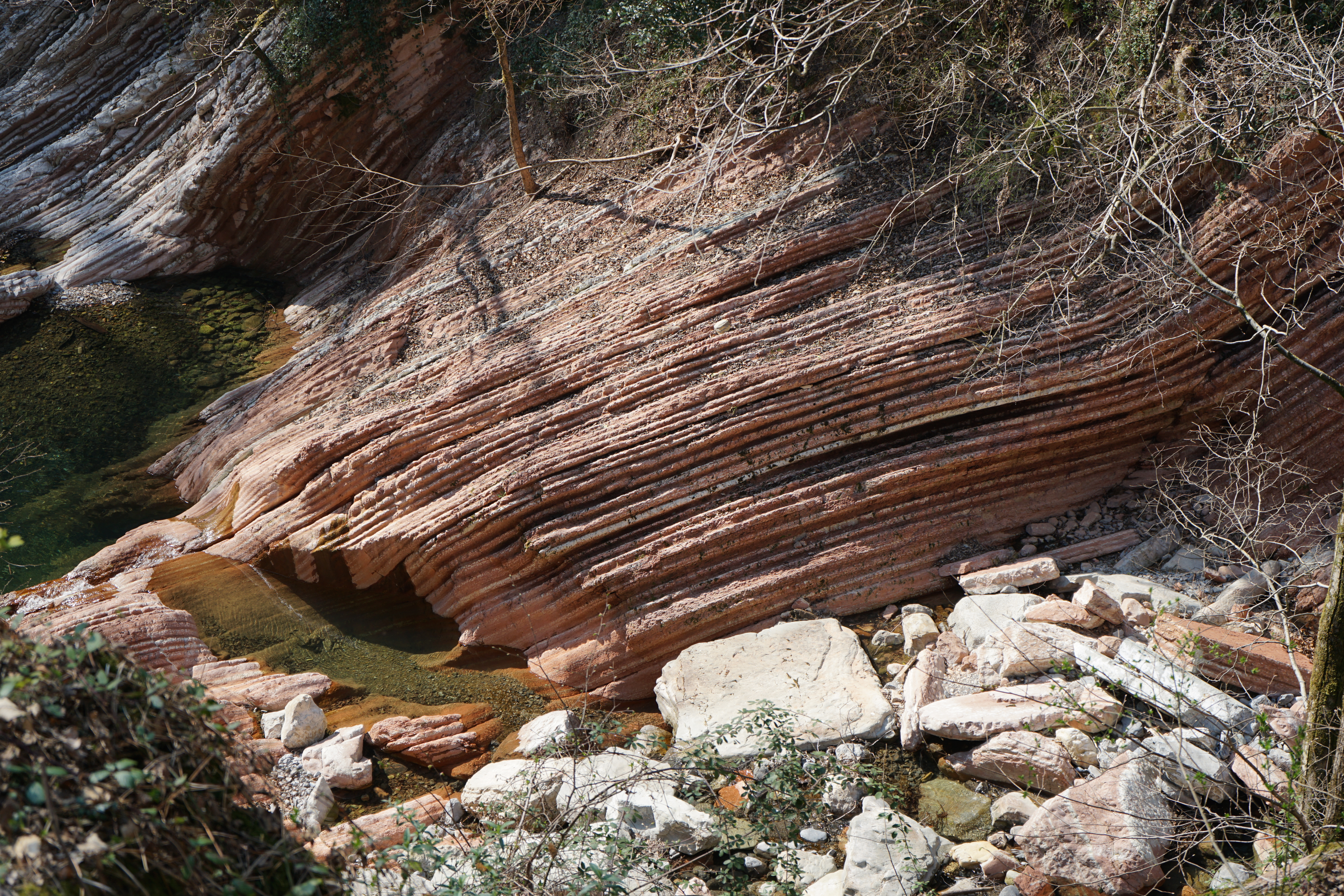
Ammonitico Rosso in der Breggia-Schlucht, Tessin

Der Ammonitico Rosso ist eine mesozoische Formation insbesondere Italiens. Das intensiv rot gefärbte Sediment gehört zu den Cephalopoden-Knollenkalken.

## Etymologie
Die Bezeichnung Ammonitico Rosso, oft auch als Rosso Ammonitico unter italienischen Geologen und Steinmetzen bekannt, leitet sich ab aus dem Italienischen ammonitico (Ammoniten enthaltend) und rosso (rot).

## Erstbeschreibung
Im Jahr 1827 beschrieb Tomaso Antonio Catullo erstmals den Rosso Ammonitico unter der Bezeichnung Calcarie rosse ammonitiche. Ihm folgte im Jahr 1847 Leopoldo Pilla in einem Bulletin-Beitrag für die Société géologique de France. Erst im Jahr 1956 wurde der Rosso Ammonitico Veronese von Giorgio Dal Piaz durch einen Eintrag im stratigraphischen Lexikon formalisiert.

## Einführung

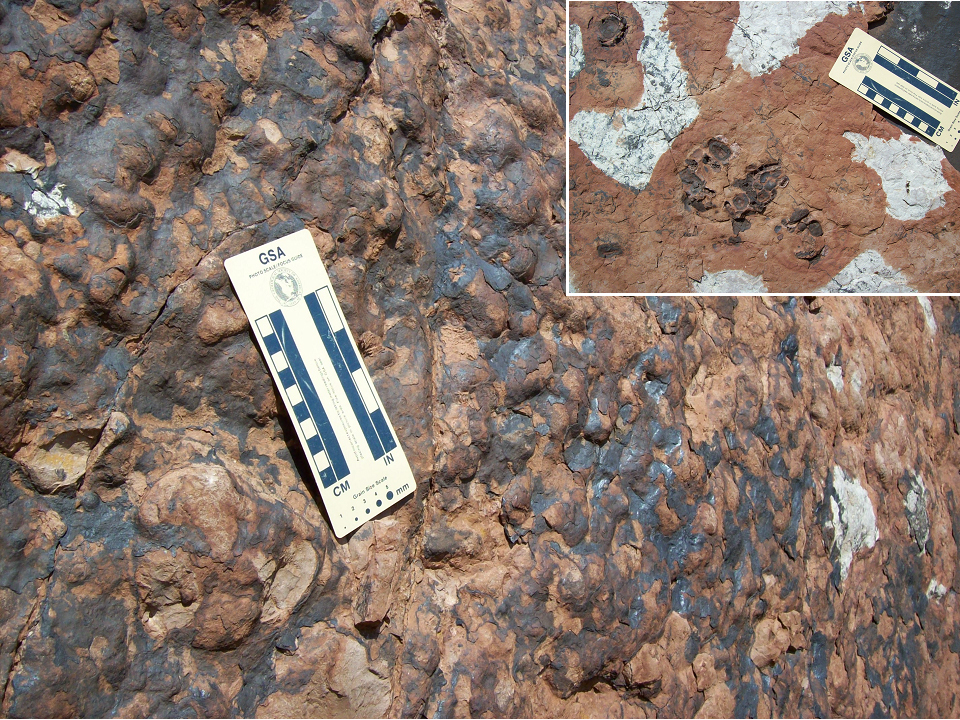
Ammonito Rosso des Oberen Toarciums/Aaleniums mit Fe-Mn-reicher Phosphathaut, Alta Brianza. In der Vergrößerung polymetallische Knollen.

Der Ammonitico Rosso stellt eine Fazies feinkörniger, mehr oder weniger tonreicher Kalke und mergeliger Kalke dar, welche durch Eisenoxide (insbesondere Hämatit) rot gefärbt sind und sich durch ein knolliges Gefüge auszeichnen. Die Farbtöne reichen von dunkelrot über rosa und violett bis hin zu grün. Die Knollen sind heller und kalkreicher als die sie umgebende, dunkelgefärbte, mergelig-tonige Matrix und zeigen deutliche Umrisse. Sie sind generell von irregulärer Gestalt und in der Schichtungsebene abgeplattet und ausgelängt.
Innerhalb des Sediments sind zahlreiche verhärtete Lagen zugegen, so genannte Hartgrunde (Englisch hardgrounds), die von einer feinen, eisen-/magnesiumreichen Phosphathaut überzogen sind. Zwischen den einzelnen Lagen kann es zu einem raschen Faunenwechsel der beteiligten Fossilien kommen. In vielen Horizonten kann überdies Bioturbation beobachtet werden. Die Bestimmung der Ammoniten in reduzierten Sedimentpartien konnte ihre Zugehörigkeit zu unterschiedlichen Biozonen nachweisen und somit eine deutliche Kondensation dieser Lithofazies an den Tag legen.
Ein weiteres Kennzeichen sind der Mangel an Karbonatkörnern, wie sie auf seichten Kalkplattformen angetroffen werden, und das Fehlen typisch terrigener Sedimenteinschaltungen. Die Hauptmasse des Sediments ist biogenen Ursprungs und besteht aus den Skelettüberresten planktonischer und benthischer Organismen. Die resultierenden Sedimentationsgeschwindigkeiten waren folglich sehr niedrig und bewegten sich im Millimeterbereich pro Jahrtausend. Stratigraphische Unterbrechungen und Sedimentationsstop sind häufig zu beobachten. Der Ammonitico Rosso ist eine typisch kondensierte Schichtfolge. Dies hat sehr reduzierte Schichtmächtigkeiten zur Folge, welche sich überdies über einen sehr langen Zeitraum erstrecken.
Leider wurde der Begriff Ammonitico Rosso sowohl lithostratigraphisch als auch lithofaziell gehandhabt, was einige Verwirrung stiftete. Mittlerweile ist klar geworden, dass es keine einheitliche Fazies Ammonitico Rosso gibt, sondern eine Vielzahl sich ähnelnder Lithotypen.

## Sedimentologie

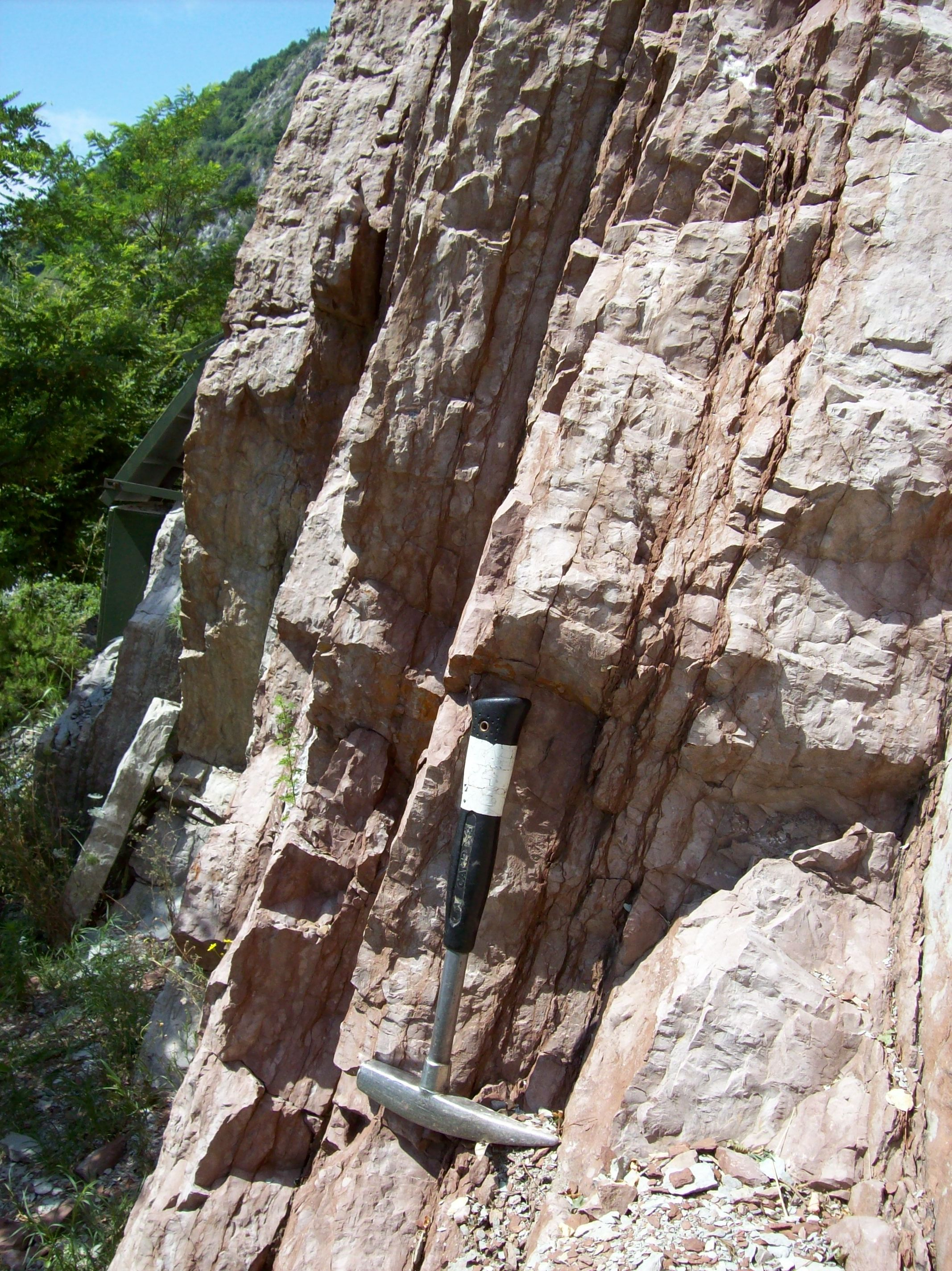
Geländeaufschluss mit steilstehendem Ammonitico Rosso aus dem Oberen Pliensbachium von Cesana Brianza. Die Bankmächtigkeit des rotgefärbten knolligen Mergelkalkes variiert im Zentimeter- bis Dezimeterbereich.

### Sedimentpetrographie
Sedimentpetrographisch handelt es sich bei der Fazies Ammonitico Rosso (nach Dunham 1962) vor allem um Mudstone und Wackestone, bioklastischer Packstone ist weit seltener. Unter diese Kalke können Lagen von Areniten, Konglomeraten und Brekzien unterschiedlicher Größenordnung eingelagert sein. Die Brekzienklasten können intraformationellen und wiederaufgearbeiteten Ursprungs sein, oder anderen Formationen entstammen. Im ersten Fall darf womöglich von der Gegenwart syndepositionaler Verwerfungen ausgegangen werden. Als Sedimentstrukturen werden außerdem Wellen- und Strömungsschichtung beobachtet, die auf feinkörnige Turbidite oder Sturmablagerungen hindeuten.

### Ablagerungsraum
Die Fazies Ammonitico Rosso gibt relativ tiefe Meeresablagerungen zu erkennen, mit einer Mindesttiefe von 200 bis 300 Meter. Trotz dieses tiefen Milieus weist sie auf ein durchbewegtes und durchlüftetes Ablagerungsmilieu hin, verantwortlich für Sauerstoffanreicherung im Sediment und eine reichhaltige und diversifizierte marine Fauna. Anzeichen für anoxische Bedingungen fehlen.
Die Kalkschlämme enthalten zusätzlich eine detritische Komponente biologischen Ursprungs, hervorgegangen aus den Überresten unterschiedlicher Meeresorganismen. Der Ablagerungsraum ist oft mit tektonischen Zerrungsgebieten assoziiert, in denen sich relativ stabile Hochgebiete mit rasch absinkenden Becken abwechseln. Die Hochgebiete tragen eine kondensierte Sedimentfolge wie den Ammonitico Rosso, wohingegen sich die Becken durch turbiditische Serien auszeichnen.
Paläogeographisch befand sich das Südalpin im Unterjura auf 25 bis 35 Grad nördlicher Breite. Im Verlauf des Mittel- und Oberjuras bewegte es sich äquatorwärts und erreichte im Kimmeridgium mit 10 Grad nördlicher Breite seine südlichste Position. Anschließend driftete es in der Unterkreide erneut nach Norden und befand sich während des Valanginiums auf 20 und schließlich im Aptium auf 30 Grad nördlicher Breite.

### Ablagerungsmodelle
Klassischerweise wird der Ablagerungsraum des Ammonitico Rosso als pelagische Hochzone interpretiert, auf der die akkumulierten Kalkschlämme Anzeichen von Sedimentationsstop und Auflösung manifestieren. Dies deutet auf eine Zunahme der Ablagerungstiefe sowie ein Erreichen der Carbonat-Kompensationstiefe (Englisch carbonate compensation depth oder abgekürzt CCD), deren Druck-Temperaturbedingungen zu einer Lösung von Calcit führten. Die Gegenwart von Hartgrunden und stratigraphischen Lücken lassen auf eine Ablagerungstiefe in der Nähe oder innerhalb des Oszillationsspielraumes der CCD schließen. In diesem Zusammenhang können synsedimentäre Bewegungen an Paläohochs begrenzenden Störungen durchaus zu einer örtlichen Vertiefung des Sedimentationsniveaus geführt und dieses unterhalb die CCD gedrückt haben. Die Tiefenlage der CCD kann außerdem durch veränderte Meeresströmungen ansteigen oder absinken.
Ein anderes Ablagerungsmodell macht ein Absinken des eustatischen Meeresspiegels geltend, wie dies beispielsweise im Oberen Toarcium der Fall war. Dies hatte zur Folge, dass die Sedimentlast jetzt unter den Einfluss von Sturmwellen und oberflächlichen Meeresströmungen geriet und so teilweise oder gänzlich ihrer Mikritfraktion verlustig ging. Das Ergebnis war ein deutlicher Rückgang oder gar Stop im Sedimentvolumen.
Die Sedimentationsmodelle lassen sich aber nicht verallgemeinern – sie sind alles andere als eindeutig und daher unter ihrem jeweiligen stratigrafischen und räumlichen Bezugsrahmen zu bewerten.
Zur Fazies Ammonitico Rosso besteht kein modernes Analog. Dennoch sind sich die meisten wissenschaftlichen Bearbeiter über folgende Punkte einig:
- Die Fazies ist das typische Ergebnis einer kondensierten Sedimentation auf Horsten, die aus dem Zerbrechen von Karbonatplattformen entstanden waren. Die Hochlagen waren dann ihrerseits unter die Euphotische Zone abgesunken.
- Vom Kontinentalrand getrennt und von tiefen Becken umgeben bestand die Sedimentation auf den Horsten nur noch aus langsam niedergehendem pelagischen Regen sowie der im Sediment anwesenden benthischen Komponente.
- Tiefenströmungen machten sich zeitweilig bemerkbar, wie Intraklasten, taphonomisch umgelagerte Ammoniten von beträchtlicher Größe, häufige Erosionsdiskordanzen und lagige, in Sedimentgängen erhaltene Traktionsspuren belegen.
- Das Tiefenmilieu war durchlüftet, erkennbar an der Rotfärbung des Sediments.

### Diagenese

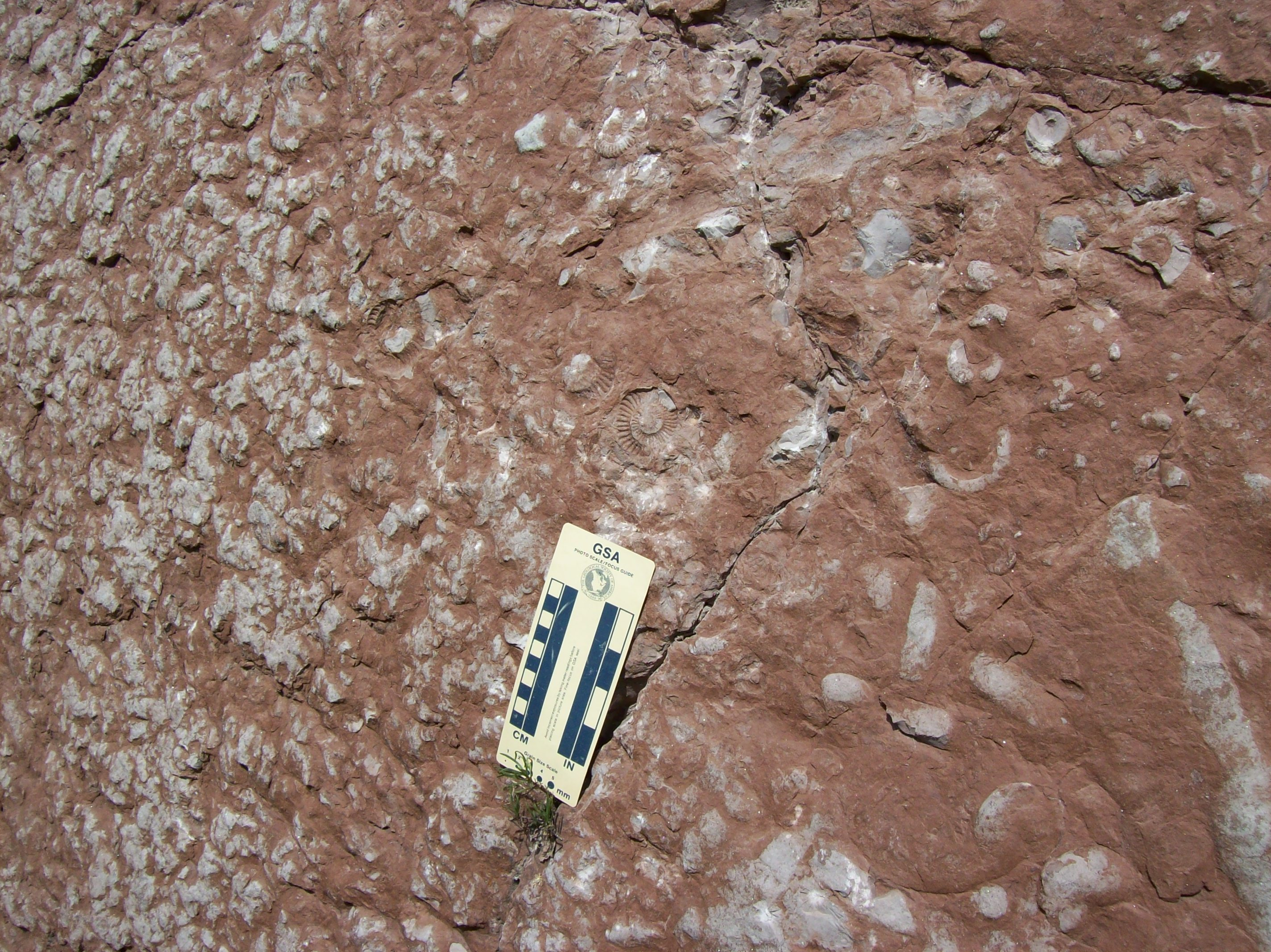
Ammonitico Rosso aus der lombardischen Region Brianza. Die Ammoniten – Arieticeras und Dactylioceras – deuten auf Oberes Pliensbachium.

Die Diagenese spielt nach der Sedimentation bei der physikalisch-chemischen und biochemischen Umwandlung des Sediments eine sehr entscheidende Rolle. Bislang herrschte große Unsicherheit über die diagenetischen Vorgänge nach erfolgter Sedimentation des Ammonitico Rosso, insbesondere was ihre zeitliche Abfolge anbelangt. In der Literatur sind bisher grundsätzlich zwei Modellvorstellungen verbreitet:
- untermeerische selektive Lösung des noch unverfestigten Sediments. Hierbei sammeln sich die unlösbaren Rückstände in der Matrix.
- Lösung und Wiederausfällung während der diagenetischen Verfestigung des Sediments.

Zurzeit wird das zweite Modell bevorzugt. Hierbei gehen Lösung und Wiederausfällung vorwiegend während der diagenetischen Frühphase vonstatten und nur untergeordnet während der eigentlichen Sedimentation. Entscheidend ist der Auflastdruck, der zu einer partiellen Karbonatlösung im sich verfestigenden Sediment führt. Die Lösung erfolgte selektiv, da die in den Ammonitenschalen vorhandene Aragonitkomponente noch vor dem Calcit in Lösung ging. Das gelöste Karbonat fiel in den Sedimentzwischenräumen dann erneut als Calcit aus, Hohlräume wurden verfüllt und zwischen den tonigen und metallischen Rückständen bildeten sich Knollen. Diese wurden dann von der Sedimentauflast verdrückt. Ihre Verhärtung wurde jedoch durch den Drucklösungsprozess verzögert oder gar verhindert. Die Durchdringung der Knollenoberflächen mit umgebender Matrix ging oft unter Bildung von Stylolithen einher.
Karbonatlösung, Ansammlung unlösbarer Rückstände und biochemische Einwirkungen von Mikroorganismen trugen zur Farbänderung der Fazies Ammonitico Rosso bei. Die Karbonatlösung betraf vor allem die Aragonitschalen pelagischer Meerestiere, wie z. B. der Ammoniten. Durch die Farbänderungen von meist rot/rötlich zu grau oder gar grün änderte sich das Erscheinungsbild des Gesteins auf eindringliche Weise.

## Stratigraphie und Altersstellung

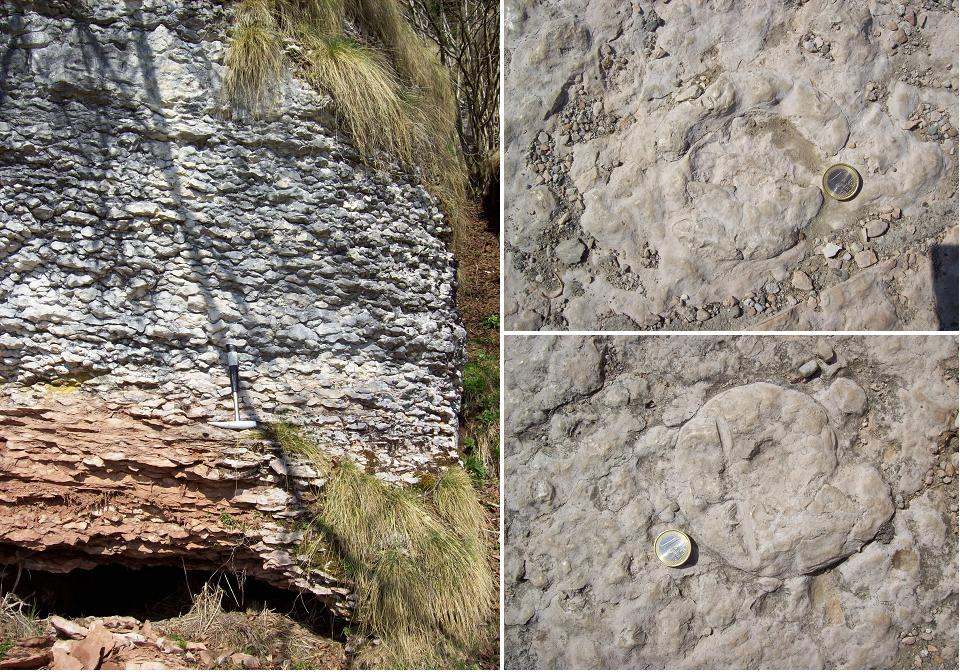
Links:Deutlich entwickelter Knollenkalk in Fazies Ammonitico Rosso von Bassano del Grappa – Rechts:Schichtoberfläche mit dem Ammonitentaxon Aspidoceras, teils verwittert und korrodiert.

Die Lithofazies des Ammonitico Rosso ist diachron. Sie tritt in Gesteinsserien unterschiedlicher Epochen auf, die zeitlich teilweise sehr weit auseinanderliegen können.
Generell findet sich die Fazies im Jura (Oberes Pliensbachium bis Tithonium) und überdeckt somit einen Zeitraum von rund 40 Millionen Jahren. Ihre Hauptverbreitung war im oberen Unterjura (Toarcium bis Aalenium). Sie kann aber bereits wesentlich früher auftreten, so erscheint sie beispielsweise in den Dolomiten Friauls (italienisches Südalpin) während der Mitteltrias im Anisium. Der Rosso Ammonitico Lombardo in der westlichen Lombardei wurde während des Pliensbachiums, des Toarciums und des Aaleniums abgelagert, wohingegen der Rosso Ammonitico Veronese weiter im Osten dem Bajocium bis einschließlich Unteres Tithonium zuzuordnen ist. Letztere Fazies weist sehr viele Schichtlücken auf, die durch ein Aussetzen der Sedimentation entstanden sind.
Der Niedergang der Fazies Ammonitico Rosso war recht rasch und erfolgte an der Jura-/Kreidegrenze. Sie wurde durch pelagische Ablagerungen mit höherem Gehalt an Calciumcarbonat abgelöst – wahrscheinlich durch ein Absinken der CCD bedingt. Die genauen Ursachen dieses Ereignisses sind selbst heute noch umstritten und werden auf bedeutende Änderungen der Meeresströmungen und/oder auf eine explosive Entwicklung kalkhaltiger planktonischer Organismen zurückgeführt – Hauptlieferanten der pelagischen Sedimente.
Dennoch erscheint der Ammonitico Rosso sogar noch in der Unterkreide, wie durch einen norditalienischen Fund im Jahr 2011 belegt werden konnte. Die Fundstätte befindet sich bei Wolkenstein in der Provinz Bozen, etwa 40 Kilometer von der österreichischen Staatsgrenze entfernt. Ihr genaues Alter ist Oberes Valanginium bis Unteres Hauterivium.
Italienische Autoren trennen den Rosso Ammonitico Veronese in einen Rosso Ammonitico Inferiore (Oberes Bajocium bis Unteres Callovium), einen Rosso Ammonitico Medio (Oberes Callovium bis Mittleres Oxfordium) und einen Rosso Ammonitico Superiore (Unteres Kimmeridgium bis Oberes Tithonium). Früher wurde die gesamte Fazies noch in einen Ammonitico Rosso Inferiore des Dogers und in einen Ammonitico Rosso Superiore des Malms zweigeteilt.
Stratigraphisch über dem Ammonitico Rosso folgen die Radiolariti, der Rosso ad Aptici (beide Malm) und die Maiolica bzw. der Biancone (Unterkreide). Unterlagert wird der Ammonitico Rosso im Gebiet von Asiago von den Calcari Grigi (Hettangium bis Unteres Pliensbachium), weiter im Norden beim Puezkofel vom Dolomia principale und im Süden in den Monti Lessini und am Monte Baldo vom Oolite di San Vigilio.

## Fossilien

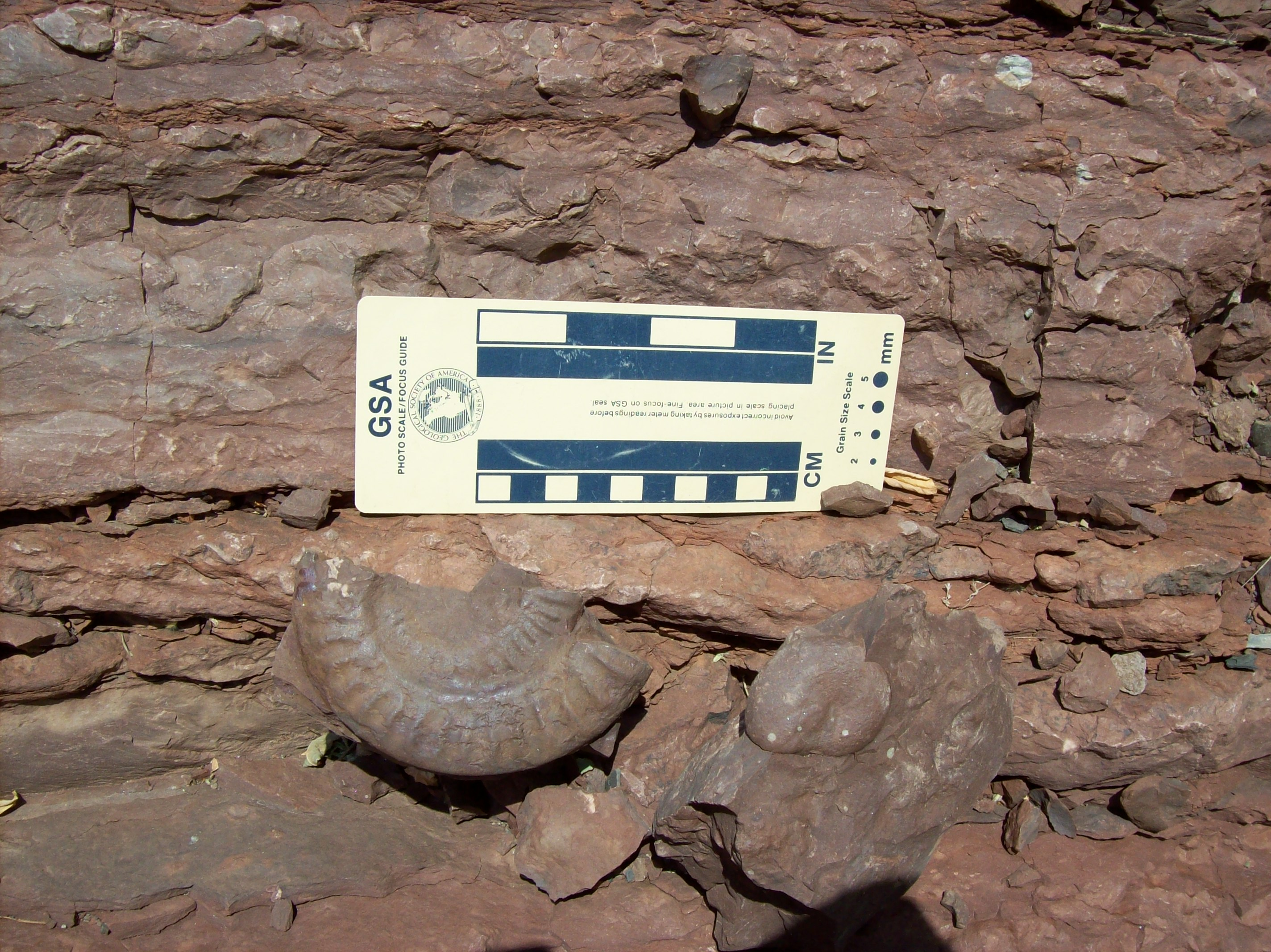
Fazies Ammonitico Rosso aus der Alta Brianza mit den Ammoniten Hildoceras und Calliphylloceras

Die Fossilien im Ammonitico Rosso belegen den pelagischen Charakter des Sediments – hierunter zahlreiche, meist dünnschalige Cephalopoden (Ammoniten und deren Aptychen, Nautiloideen sowie Rostren und Phragmokone von Belemniten). Unter den Ammoniten lassen sich die Taxa Arieticeras, Aspidoceras, Calliphylloceras, Dactylioceras, Hildaites, Hildoceras, Mercaticeras, Mesodactylites und Phylloceras anführen. Daneben auch einige pelagische Bivalven, beispielsweise das Taxon Bositra buchi, Brachiopoden, Echinodermata, Gastropoden, Schwammnadeln sowie oft verformte und korrodierte Stielglieder und Platten von Crinoiden. Die Cephalopoden sind meist als Innenabdrücke und ohne Aragonitschale erhalten, welche nach Sedimenteinbettung diagenetisch weggelöst wurde. Spektakulär ist der Fund des Meereskrokodils Neptunidraco ammoniticus.
Im Apennin Umbriens (als Rosso Ammonitico Umbro) und der Marken legt der Ammonitico Rosso eine außergewöhnliche stratigraphische Kontinuität an den Tag und hat eine sehr große Anzahl sehr gut erhaltener Fossilien geliefert – darunter Leitfossilien für Biozonen, die sowohl biostratigraphisch als auch entwicklungsgeschichtlich untersucht werden konnten. Hier wurden rund 500 Ammonitentaxa entdeckt, die bereits im Jahr 1574 von Michele Mercati beschrieben und von Antonius Eisenhoit in wunderbaren Kupferstichen festgehalten worden waren (siehe auch Fundstätte Monte Petrano).
Die Mikrofauna ist mit Radiolarien, Foraminiferen wie Lenticulina und Protoglobogerina, Ostrakoden, Calpionellen, Coccolithen, Dinoflagellaten usw. ebenfalls sehr abwechslungsreich.

## Verbreitung

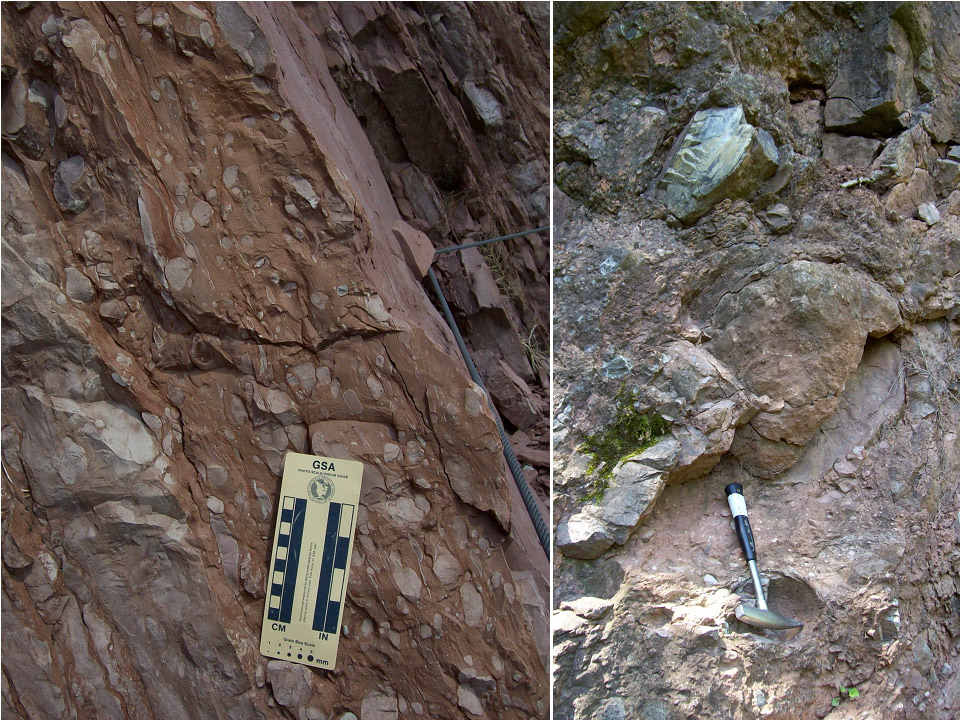
Brekzien des Oberen Pliensbachiums im Ammonitico Rosso aus der Alta Brianza. Links: intraformationell – Rechts: Megabrekzie

Der Ammonitico Rosso ist ein charakteristisches Sediment der Tethys, die ab der Trias entlang des nördlichen Kontentalabhanges von Gondwana nach Westen vordrang. Ab der Kreide jedoch schloss sich dieser Ozean aufgrund der allmählichen Nordwärtsdrift der Afrikanischen Platte und Indischen Platte. Heute kann die Fazies entlang der resultierenden alpinen Sutur in Sedimenten mit triassischem und vorwiegend jurassischen Alter angetroffen werden. Der alpine Kollisionsgürtel erstreckt sich von den Betiden im Süden Spaniens bis hin zum Himalaya. Auch in Nordafrika ist die Fazies Ammonitico Rosso gegenwärtig, beispielsweise in den Ketten des Atlas, im Rif in Marokko, in der Kabylei in Algerien und in der Dorsale im Nordwesten Tunesiens, z. B. am Djebel Zaress 40 Kilometer südwestlich von Zaghouan. Ihr Alter überdeckt hier Callovium bis Tithonium.
Die Fazies setzt sich östlich der Alpen in den Dinariden, im Karpatenbogen und bis hinunter nach Griechenland (Ionische Zone) fort. In der Türkei findet sie sich in den Pontiden im Südosten des Schwarzen Meeres. Selbst in Oman steht Ammonitico Rosso an.
In Italien ist der Ammonitico Rosso weit verbreitet und erscheint neben den Vorkommen im Südalpin im Apennin Umbriens und der Marken sowie im südlichen Apennin bis hin nach Westsilzilien. In den Alpen findet er sich in den Luganeser Voralpen, im Mendrisiotto (Tessin, Schweiz), in der Brianza, an der Grigna, in den Bergamasker Alpen, in den Judikarischen Alpen auf der Tridentinischen Schwelle, auf der Westschulter des Bellunese-Trogs, in den Dolomiten und in den Venetischen Alpen.
Generell war die Verbreitung der Fazies Ammonitico Rosso an Pulse starker ozeanischer Ausdehnung mit einhergehendem stationären Meereshochstand gebunden. Der Sedimenteintrag der Kontinente war zu diesen Zeiten gering. In der Obertrias und im Jura stand die Fazies in direktem Zusammenhang mit einer Ausbreitung des ozeanischen Bereichs der Neotethys und dem anschließenden Zerbrechen und Auseinanderfallen der Kontinentalränder Europas und Afrikas. Dies trifft auch für die Adriatische Platte zu, dem Fundament des Südalpins und des Ur-Apennins.

## Verwendung

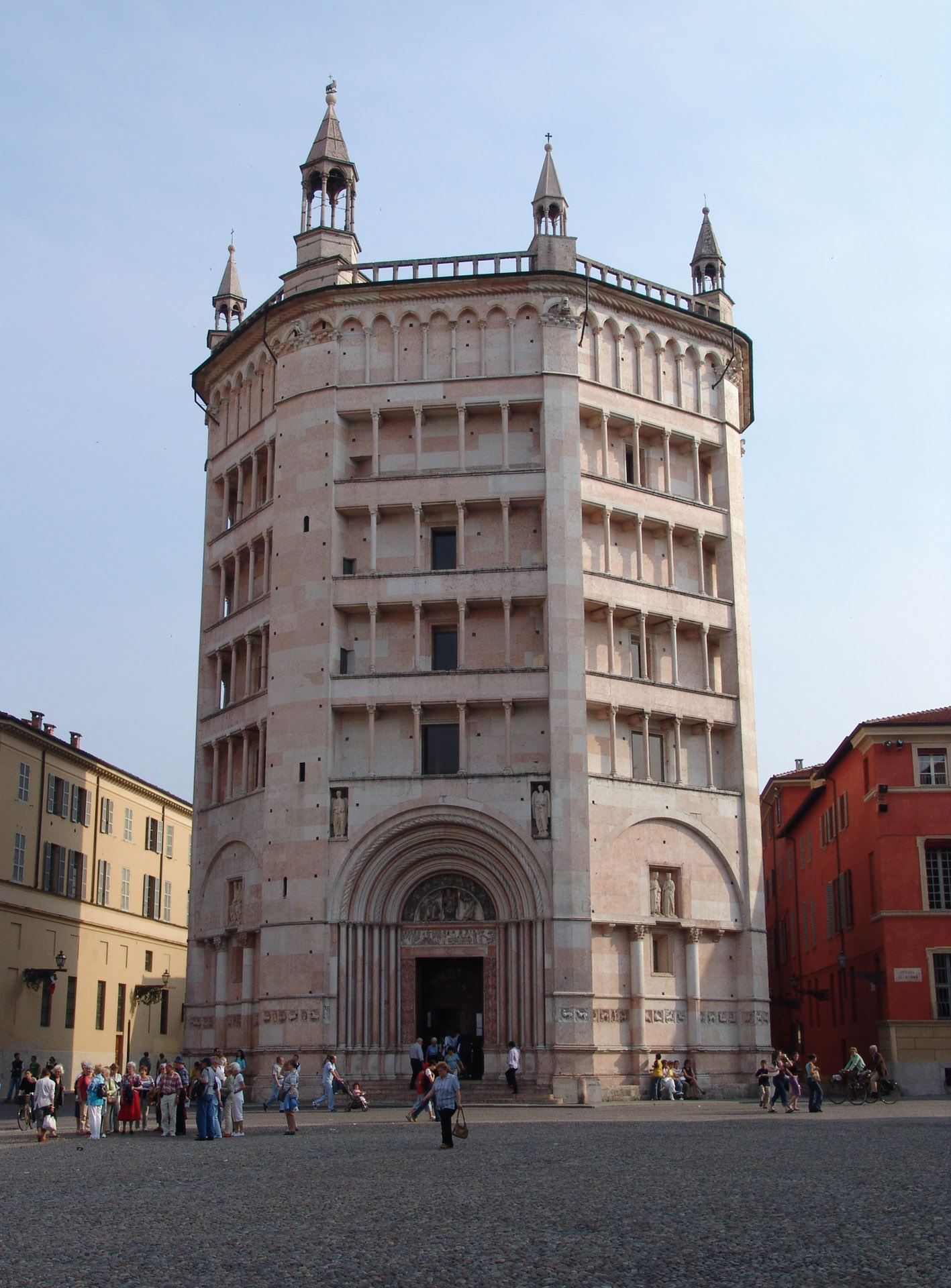
Das Baptisterium in Parma

Der Ammonitico Rosso ist ein Kalkstein von hohen ornamentalen Qualitäten, der wegen seiner Härte und seiner reichhaltigen Farbgebung sowohl in der Architektur als Baustein (intern wie extern) als auch in der Bildhauerei für Skulpturen breite Verwendung fand. Sehr schön sind seine unterschiedlichen Farbtöne, die von rotviolett über korallengelb und gelb bis nach grün reichen. Im Bauwesen wird er vorwiegend für Bordüren und Pflaster, aber auch generell für Verkleidungen, Stufen, Treppen, Pfeiler, Säulen, Balustraden, Gebäude- und Kaminsimse usw. eingesetzt. Je höher sein Kalkgehalt, umso besser sind seine mechanischen Eigenschaften und insbesondere auch seine Transluzenz.
Der Ammonitico Rosso ist in Italien unter verschiedenen Bezeichnungen bekannt und wird insbesondere als Veroneser Marmor (Marmo rosso di Verona) sehr geschätzt. Als sehr schönes Beispiel sei die Arena von Verona angeführt. Auch zahlreiche Kirchen, Paläste, Grabdenkmäler und Skulpturen wurden aus dem rötlichen Kalk geschaffen, hiervon zeugen das Baptisterium von Cremona, das Baptisterium von Parma, die Basilika San Zeno Maggiore in Verona, der Duomo Vecchio (Alter Dom) in Brescia und andere.
Streng genommen ist die Bezeichnung Marmor für das Gestein jedoch geologisch nicht korrekt, da der Ammonitico Rosso im Gegensatz zu einem echten Marmor nicht metamorphosiert wurde und keinerlei Rekristallisation erfuhr. Die Verwendung des Begriffs stammt vielmehr aus der Steinindustrie, die sämtliche Kalke oder Dolomite als Marmor tituliert, die körnig brechen, extrem hart und solid sind, nur schwer bearbeitet werden können und eine Politur aufnehmen.
In Norditalien finden sich nach wie vor rund 700 Steinbrüche, in denen der Ammonitico Rosso abgebaut wird, vor allem in den Provinzen Verona, Padua und Brescia. Er stellt in diesen Provinzen nach wie vor einen bedeutenden Wirtschaftsfaktor dar. Neben dem Carrara-Marmor ist der Veroneser Marmor eine der bedeutendsten Ressourcen für Marmor und Agglo-Marmor Italiens und international auch eine der am besten bekannten.
Die Fazies des Ammonitico Rosso wird häufig von tektonischen Brüchen durchzogen – was ihre mechanischen und auch ästhetischen Eigenschaften negativ beeinflusst und das Gestein dann nur noch als Stückgut z. B. in Dämmen und Wellenbrechern eingesetzt werden kann. Varietäten wie beispielsweise der Rosso Ammonitico Lombardo – ein mergelreicher Kalk des Oberlias – und andere der Italienischen Halbinsel werden wegen ihres erhöhten Tongehalts und den daraus resultierenden Nachteilen nur noch wenig abgebaut.

## Literatur

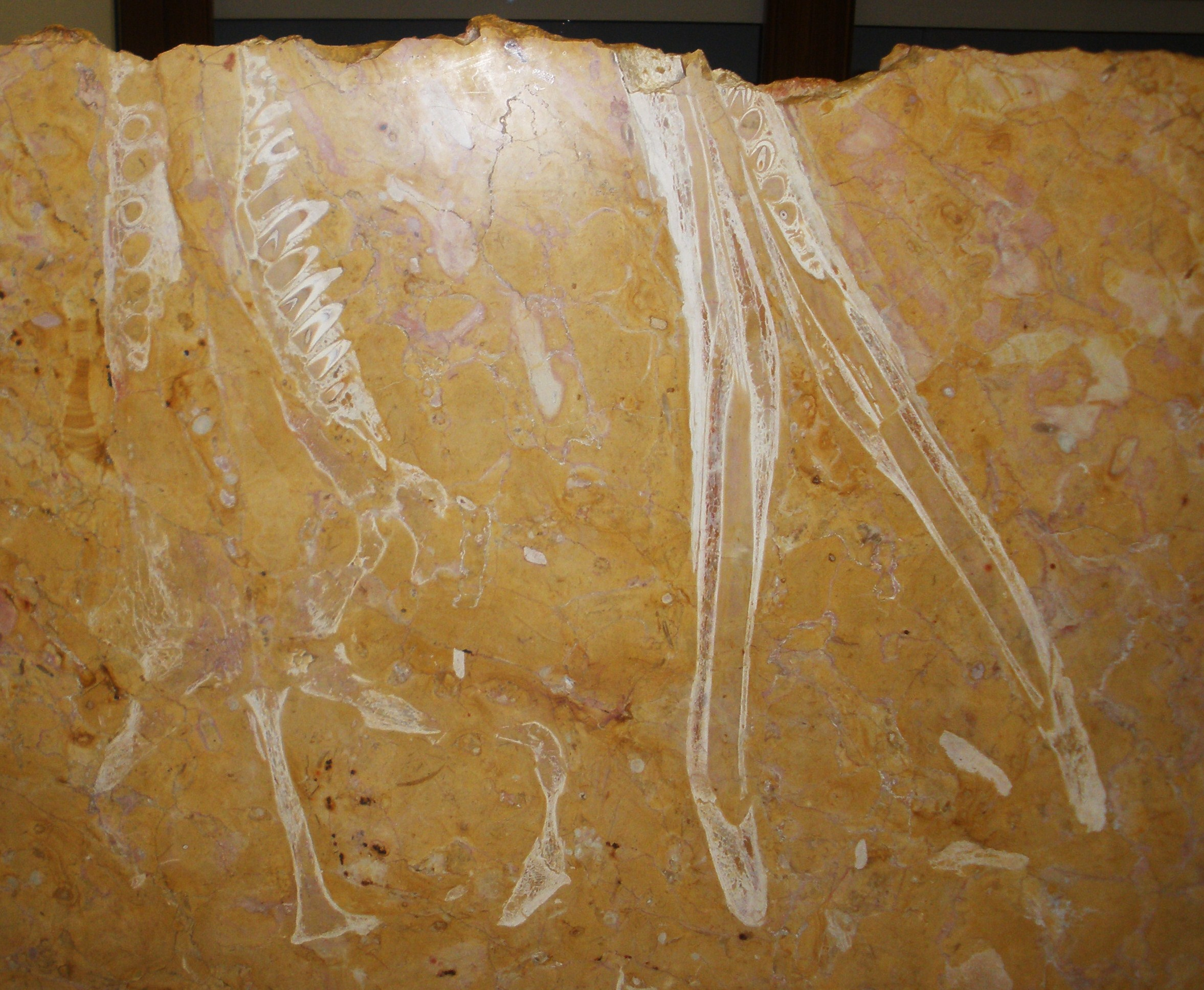
Polierte Gesteinsplatte mit dem Meereskrokodil Neptunidraco ammoniticus